# Lac Aylmer
Pour les articles homonymes, voir Aylmer.
Le lac Aylmer est le septième plus grand lac des Territoires du Nord-Ouest au Canada. Il couvre une superficie de 847 km2. Il est situé le long de la rivière Lockhart (de).